# Grande Prêmio da Espanha de 2019
Grande Prêmio da Espanha de 2019 (formalmente denominado Formula 1 Emirates Gran Premio de España 2019) foi a quinta etapa da temporada de 2019 da Fórmula 1. Disputada em 12 de maio de 2019 no Circuito da Catalunha, Montmeló, Espanha

## Relatório

### Treino Classificatório
Q1
O treino classificatório começou com Nico Hulkenberg travando as rodas e indo parar nas barreiras de proteção, danificando a asa dianteira que foi para debaixo do carro. No pelotão da frente, Leclerc e Vettel alternaram na liderança, até ambos serem superados pela RBR de Verstappen. Então, as Mercedes entraram na pista e Bottas acelerou para tomar a ponta com 1m17s175, com Hamilton em terceiro, apenas 0s117 mais lento que o companheiro de equipe.
Com pouco mais de quatro minutos para o final da sessão, a Renault conseguiu devolver Hulkenberg à pista, mas o alemão pouco pode fazer, sendo eliminado na 16ª colocação. Entre os que não avançaram ao Q2, destaque negativo para Antonio Giovinazzi, que encerrou em 18º, à frente apenas das duas Williams. Já Kimi Raikkonen, o companheiro do italiano na Alfa Romeo, foi à segunda fase do treino na 13ª colocação. Lance Stroll, da Racing Point, foi o outro eliminado.
Eliminados:
Q2
Na segunda parte do treino classificatório, a Mercedes resolveu dar o recado aos adversários logo de cara: Hamilton e Bottas na frente, com o inglês na liderança, anotando 1m16s038, o novo recorde da pista. Vettel veio na sequência, em terceiro, seguido de Verstappen, o quarto. Já Leclerc fez uma volta "para o gasto" e se colocou na sétima colocação com a Ferrari.
O Q2 ainda teve tempo para um verdadeiro sobe e desce na classificação, com destaque para os dois carros da Haas avançando ao Q3, sendo Grosjean o sétimo e Magnussen o nono. Lando Norris bem que tentou colocar a McLaren na última fase do treino, mas não conseguiu entrar no top 10, fechando em 11º. Bom resultado para Daniel Ricciardo, o décimo, com a Renault.
Eliminados:
Q3
Na briga pela pole position, Bottas iniciou na frente, superando Hamilton para fazer impressionantes 1m15s406. Entre os principais candidatos ao primeiro lugar do grid, Leclerc foi o último a sair para uma volta rápida, marcando 1m16s613, o quinto melhor tempo. Com todos indo para uma última tentativa, ninguém conseguiu superar a volta rápida de Bottas, que ficou com a terceira pole dele na temporada.

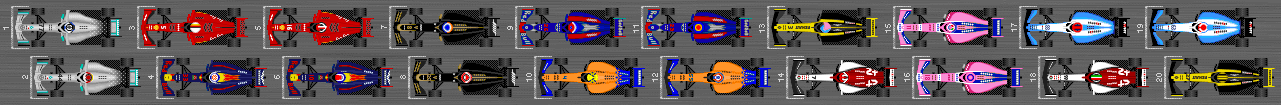
Grid de Largada

Fonte:

### Corrida
Na largada, Hamilton tracionou melhor na largada, ultrapassou Bottas e fechou a primeira volta com mais de 2s à frente do companheiro de equipe. Vettel, por sua vez, tentou o ataque às Mercedes, mas fritou os pneus, derrapou e perdeu a terceira posição para Verstappen. Leclerc tentou superar o holandês por dentro, mas acabou atrapalhado pelo próprio Vettel, permanecendo na quinta colocação.
Leclerc encostou em Vettel, mas não conseguiu se aproximar o suficiente para a ultrapassagem. Vettel abriu espaço para a ultrapassagem de Leclerc, que estava mais rápido e assumiu a quarta colocação. Vettel foi aos boxes pela primeira vez e teve problemas com a troca da roda traseira esquerda. Leclerc foi aos boxes e também teve problema com a troca da roda traseira esquerda. O monegasco calçou pneus duros. Vettel tentou a ultrapassagem sobre Leclerc, mas teve a porta fechado pelo monegasco de 21 anos. Ferrari ordenou que Leclerc cedesse a posição para Vettel, que estava mais rápido com os pneus médios. Logo após sair do segundo pitstop, Vettel voltou à pista de pneus médios e tratou de logo ultrapassar Gasly pelo quinto lugar. Verstappen fez a segunda e última parada dele na prova. Com isso, Leclerc assumiu a terceira colocação.
Norris tocou Stroll na tentativa de ultrapassar o canadense na curva 1. Ambos abandonaram, enquanto muitos detritos foram lançados na pista e o safety car foi acionado. Kvyat foi para os boxes e a STR não estava com os pneus prontos para a troca. Hamilton também aproveitou o safety car para fazer seu segundo pitstop. Direção de prova ordenou que os retardatários ultrapassassem o safety car.
Na relargada, Hamilton se sustentou à frente de Bottas, mas, nem o safety car no final da prova foi o suficiente para atrapalhar Hamilton, que venceu o GP da Espanha, o terceiro triunfo na temporada de 2019, 76º na carreira, assumindo a liderança do campeonato mundial de piloto. Valtteri Bottas fechou a quinta dobradinha seguida da Mercedes em 2019, recorde absoluto na história da Fórmula 1 em início de temporada. Em uma briga intensa com Sebastian Vettel, Max Verstappen conseguiu superar o alemão para fechar o pódio no palco de sua primeira vitória na categoria. O tetracampeão da Ferrari terminou em quarto, seguido do companheiro de equipe Charles Leclerc. Pierre Gasly, parceiro de Verstappen na RBR, fechou os seis primeiros.
Em disputa interna da Haas, Kevin Magnussen ficou à frente de Romain Grosjean para ser o sétimo. Carlos Sainz Jr foi outro que fez uma grande prova, superando o francês da Haas no final para receber a quadriculada em oitavo. Grosjean ainda seria ultrapassado por Daniil Kvyat, que fechou em nono, seguido do rival francês da equipe norte-americana.

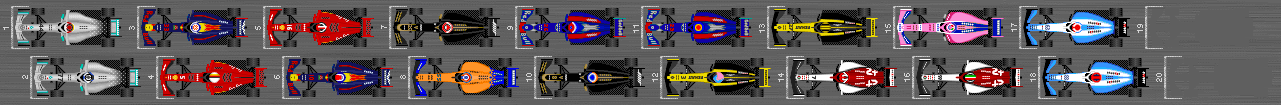
Resultado da corrida

## Pneus
| Nome do composto | Cor | Banda de rolamento | Condições de Tempo | Dry Type | Aderência       | Longevidade   |
| ---------------- | --- | ------------------ | ------------------ | -------- | --------------- | ------------- |
| Macio (C3)       |     | Slick (P Zero)     | Seco               | Soft     | Mais aderência  | Menos durável |
| Médio (C2)       |     | Slick (P Zero)     | Seco               | Medium   | Médio           | Médio         |
| Duro (C1)        |     | Slick (P Zero)     | Seco               | Hard     | Menos aderência | Mais durável  |

| Escolhas de Pneus de cada piloto para o GP da Espanha: | Escolhas de Pneus de cada piloto para o GP da Espanha: | Escolhas de Pneus de cada piloto para o GP da Espanha: | Escolhas de Pneus de cada piloto para o GP da Espanha: | Escolhas de Pneus de cada piloto para o GP da Espanha: | Escolhas de Pneus de cada piloto para o GP da Espanha: |
| ------------------------------------------------------ | ------------------------------------------------------ | ------------------------------------------------------ | ------------------------------------------------------ | ------------------------------------------------------ | ------------------------------------------------------ |
| Nº                                                     | Pilotos                                                | Equipe(s)                                              | Duro                                                   | Médio                                                  | Macio                                                  |
| 44                                                     | Lewis Hamilton                                         | Mercedes                                               |                                                        |                                                        |                                                        |
| 77                                                     | Valtteri Bottas                                        | Mercedes                                               |                                                        |                                                        |                                                        |
| 5                                                      | Sebastian Vettel                                       | Ferrari                                                |                                                        |                                                        |                                                        |
| 16                                                     | Charles Leclerc                                        | Ferrari                                                |                                                        |                                                        |                                                        |
| 33                                                     | Max Verstappen                                         | Red Bull-Honda                                         |                                                        |                                                        |                                                        |
| 10                                                     | Pierre Gasly                                           | Red Bull-Honda                                         |                                                        |                                                        |                                                        |
| 3                                                      | Daniel Ricciardo                                       | Renault                                                |                                                        |                                                        |                                                        |
| 27                                                     | Nico Hülkenberg                                        | Renault                                                |                                                        |                                                        |                                                        |
| 8                                                      | Romain Grosjean                                        | Haas-Ferrari                                           |                                                        |                                                        |                                                        |
| 20                                                     | Kevin Magnussen                                        | Haas-Ferrari                                           |                                                        |                                                        |                                                        |
| 55                                                     | Carlos Sainz Jr.                                       | McLaren-Renault                                        |                                                        |                                                        |                                                        |
| 4                                                      | Lando Norris                                           | McLaren-Renault                                        |                                                        |                                                        |                                                        |
| 11                                                     | Sergio Pérez                                           | Racing Point-Mercedes                                  |                                                        |                                                        |                                                        |
| 18                                                     | Lance Stroll                                           | Racing Point-Mercedes                                  |                                                        |                                                        |                                                        |
| 7                                                      | Kimi Raikkonen                                         | Alfa Romeo Racing-Ferrari                              |                                                        |                                                        |                                                        |
| 99                                                     | Antonio Giovinazzi                                     | Alfa Romeo Racing-Ferrari                              |                                                        |                                                        |                                                        |
| 23                                                     | Alexander Albon                                        | Toro Rosso-Honda                                       |                                                        |                                                        |                                                        |
| 26                                                     | Daniil Kvyat                                           | Toro Rosso-Honda                                       |                                                        |                                                        |                                                        |
| 88                                                     | Robert Kubica                                          | Williams-Mercedes                                      |                                                        |                                                        |                                                        |
| 63                                                     | George Russell                                         | Williams-Mercedes                                      |                                                        |                                                        |                                                        |

## Resultados

### Treino Classificatório
| 1                        | 77 | Valtteri Bottas    | Mercedes                  | 1:16.979 | 1:15.924 | 1:15.406 | 1   |
| 2                        | 44 | Lewis Hamilton     | Mercedes                  | 1:17.292 | 1:16.038 | 1:16.040 | 2   |
| 3                        | 5  | Sebastian Vettel   | Ferrari                   | 1:17.425 | 1:16.667 | 1:16.272 | 3   |
| 4                        | 33 | Max Verstappen     | Red Bull-Honda            | 1:17.244 | 1:16.726 | 1:16.357 | 4   |
| 5                        | 16 | Charles Leclerc    | Ferrari                   | 1:17.388 | 1:16.714 | 1:16.588 | 5   |
| 6                        | 10 | Pierre Gasly       | Red Bull-Honda            | 1:17.862 | 1:16.932 | 1:16.708 | 6   |
| 7                        | 8  | Romain Grosjean    | Haas-Ferrari              | 1:18.042 | 1:17.066 | 1:16.911 | 7   |
| 8                        | 20 | Kevin Magnussen    | Haas-Ferrari              | 1:17.669 | 1:17.272 | 1:16.922 | 8   |
| 9                        | 26 | Daniil Kvyat       | Toro Rosso-Honda          | 1:17.914 | 1:17.243 | 1:17.573 | 9   |
| 10                       | 3  | Daniel Ricciardo   | Renault                   | 1:18.385 | 1:17.299 | 1:18.106 | 131 |
| 11                       | 4  | Lando Norris       | McLaren-Renault           | 1:17.611 | 1:17.338 | —        | 10  |
| 12                       | 23 | Alexander Albon    | Toro Rosso-Honda          | 1:17.796 | 1:17.445 | —        | 11  |
| 13                       | 55 | Carlos Sainz Jr.   | McLaren-Renault           | 1:17.760 | 1:17.599 | —        | 12  |
| 14                       | 7  | Kimi Räikkönen     | Alfa Romeo-Ferrari        | 1:18.132 | 1:17.788 | —        | 14  |
| 15                       | 11 | Sergio Pérez       | Racing Point-BWT Mercedes | 1:18.286 | 1:17.886 | —        | 15  |
| 16                       | 27 | Nico Hülkenberg    | Renault                   | 1:18.404 | —        | —        | PL3 |
| 17                       | 18 | Lance Stroll       | Racing Point-BWT Mercedes | 1:18.471 | —        | —        | 16  |
| 18                       | 99 | Antonio Giovinazzi | Alfa Romeo-Ferrari        | 1:18.664 | —        | —        | 184 |
| 19                       | 63 | George Russell     | Williams-Mercedes         | 1:19.072 | —        | —        | 192 |
| 20                       | 88 | Robert Kubica      | Williams-Mercedes         | 1:20.254 | —        | —        | 17  |
| Tempo dos 107%: 1:22.367 |    |                    |                           |          |          |          |     |
| Fonte:                   |    |                    |                           |          |          |          |     |

Notas
- ↑1  – Daniel Ricciardo (Renault) perdeu 3 posições do grid por provocar um acidente no Grande Prêmio do Azerbaijão.

- ↑2  – George Russell (Williams) perdeu 5 posições do grid por trocar sua unidade de potência.

- ↑3  – Nico Hülkenberg (Renault) foi punido a largar do pit lane pela troca da asa dianteira, componentes do motor e outras modificações durante o regime de parque fechado.[4]

- ↑4  – Antonio Giovinazzi (Alfa Romeo) perdeu 5 posições do grid por trocar sua unidade de potência.[4]

### Corrida
| Pos.   | Nu. | Piloto             | Construtor                | Voltas | Tempo/Retirado | Pit Stop | Grid | Pontos |
| ------ | --- | ------------------ | ------------------------- | ------ | -------------- | -------- | ---- | ------ |
| 1      | 44  | Lewis Hamilton     | Mercedes                  | 66     | 1:35:50.443    | 2        | 2    | 25     |
| 2      | 77  | Valtteri Bottas    | Mercedes                  | 66     | +4.074         | 2        | 1    | 18     |
| 3      | 33  | Max Verstappen     | Red Bull-Honda            | 66     | +7.679         | 2        | 4    | 15     |
| 4      | 5   | Sebastian Vettel   | Ferrari                   | 66     | +9.167         | 2        | 3    | 12     |
| 5      | 16  | Charles Leclerc    | Ferrari                   | 66     | +13.361        | 2        | 5    | 10     |
| 6      | 10  | Pierre Gasly       | Red Bull-Honda            | 66     | +19.576        | 2        | 6    | 8      |
| 7      | 20  | Kevin Magnussen    | Haas-Ferrari              | 66     | +28.159        | 2        | 8    | 6      |
| 8      | 55  | Carlos Sainz Jr.   | McLaren-Renault           | 66     | +32.342        | 2        | 12   | 4      |
| 9      | 26  | Daniil Kvyat       | Toro Rosso-Honda          | 66     | +33.056        | 2        | 9    | 2      |
| 10     | 8   | Romain Grosjean    | Haas-Ferrari              | 66     | +34.641        | 2        | 7    | 1      |
| 11     | 23  | Alexander Albon    | Toro Rosso-Honda          | 66     | +35.445        | 2        | 11   |        |
| 12     | 3   | Daniel Ricciardo   | Renault                   | 66     | +36.758        | 2        | 131  |        |
| 13     | 27  | Nico Hülkenberg    | Renault                   | 66     | +39.241        | 1        | PL3  |        |
| 14     | 7   | Kimi Räikkönen     | Alfa Romeo-Ferrari        | 66     | +41.803        | 2        | 14   |        |
| 15     | 11  | Sergio Pérez       | Racing Point-BWT Mercedes | 66     | +46.877        | 2        | 15   |        |
| 16     | 99  | Antonio Giovinazzi | Alfa Romeo-Ferrari        | 66     | +47.691        | 2        | 184  |        |
| 17     | 63  | George Russell     | Williams-Mercedes         | 65     | +1 Volta       | 2        | 192  |        |
| 18     | 88  | Robert Kubica      | Williams-Mercedes         | 65     | +1 Volta       | 2        | 17   |        |
| Ret    | 18  | Lance Stroll       | Racing Point-BWT Mercedes | 46     | Acidente       | 1        | 16   |        |
| Ret    | 4   | Lando Norris       | McLaren-Renault           | 46     | Acidente       | 1        | 10   |        |
| Fonte: |     |                    |                           |        |                |          |      |        |

## Voltas na Liderança
- Commons

| Nº de Voltas | Piloto         | Voltas |
| ------------ | -------------- | ------ |
| 66           | Lewis Hamilton | 66     |

## 2019DHLFastest Pit Stop Award

### Resultado
| 1      |  |  |  |  | 25 |
| 2      |  |  |  |  | 18 |
| 3      |  |  |  |  | 15 |
| 4      |  |  |  |  | 12 |
| 5      |  |  |  |  | 10 |
| 6      |  |  |  |  | 8  |
| 7      |  |  |  |  | 6  |
| 8      |  |  |  |  | 4  |
| 9      |  |  |  |  | 2  |
| 10     |  |  |  |  | 1  |
| Fonte: |  |  |  |  |    |

### Classificação
| Tabela do DHL Fastest Pit Stop Award \| Pos \| Construtor \| Pontos \| \| --- \| ---------- \| ------ \| \| 1 \| \| \| \| 2 \| \| \| \| 3 \| \| \| \| 4 \| \| \| \| 5 \| \| \| \| 6 \| \| \| \| 7 \| \| \| \| 8 \| \| \| \| 9 \| \| \| \| 10 \| \| \| |            |        |
| Pos | Construtor | Pontos |
| 1 |            |        |
| 2 |            |        |
| 3 |            |        |
| 4 |            |        |
| 5 |            |        |
| 6 |            |        |
| 7 |            |        |
| 8 |            |        |
| 9 |            |        |
| 10 |            |        |

## Tabela do campeonato após a corrida
Somente as cinco primeiras posições estão incluídas nas tabelas.
| Pos | Piloto           | Pontos | Var     |
| --- | ---------------- | ------ | ------- |
| 1   | Lewis Hamilton   | 112    | 1       |
| 2   | Valtteri Bottas  | 105    | 1       |
| 3   | Max Verstappen   | 66     | 1       |
| 4   | Sebastian Vettel | 64     | 1       |
| 5   | Charles Leclerc  | 57     | Estável |

| Pos | Construtor                | Pontos |
| --- | ------------------------- | ------ |
| 1   | Mercedes                  | 217    |
| 2   | Ferrari                   | 121    |
| 3   | Red Bull-Honda            | 87     |
| 4   | McLaren-Renault           | 22     |
| 5   | Racing Point-BWT Mercedes | 17     |